# 4,4'-二苯醚二甲酸铽
4,4'-二苯醚二甲酸铽是一种铽的羧酸盐，化学式为Tb2(C14H8O5)3，为无色晶体。它的五水合物可由4,4'-二苯醚二甲酸钠和氯化铽于160 °C水热反应得到。4,4'-二苯醚二甲酸和硝酸铽在三乙胺的存在下，在水中于140 °C反应，可以得到四水合物；羧酸过量会产生酸式盐。它在紫外光激发下发出绿光。